# دودسیل گالات
دودسیل گالات (به انگلیسی: Dodecyl gallate) با فرمول شیمیایی C۱۹H۳۰O۵ یک ترکیب شیمیایی با شناسه پاب‌کم ۱۴۴۲۵ است. که جرم مولی آن ۳۳۸٫۴۴ g/mol می‌باشد. 